# Rainer Waltert
Rainer Waltert (* 9. Juni 1940 in Paderborn) ist ein ehemaliger deutscher Fußballschiedsrichter.

## Karriere
Waltert pfiff für den SV Rot-Weiß Alfen aus Borchen im Kreis Paderborn. Von 1973 bis 1981 leitete er 62 Spiele in der Bundesliga. Seinen ersten Einsatz hatte er am 22. August 1973 bei dem Spiel Fortuna Köln gegen Fortuna Düsseldorf. Am 9. Juni 1979 war Waltert Schiedsrichter des Spiels zwischen dem Hamburger SV und dem FC Bayern München. Die Hamburger standen bereits als deutscher Meister fest. Nach Spielschluss der Partie strömten zahlreiche Zuschauer aus der Westkurve auf das Spielfeld. Zahlreiche Zuschauer erlitten dabei Knochenbrüche, Quetschungen und blutende Wunden. Schiedsrichter Waltert pfiff das Spiel eher ab, damit die Mannschaften in die Kabinen flüchten konnten. Dazu kommen 77 Einsätze in der 2. Bundesliga zwischen 1974 und 1985 und 16 Spiele im DFB-Pokal. Am 30. Juni 1985 leitete Rainer Waltert noch das Endspiel um die Deutsche Meisterschaft der Frauen zwischen dem KBC Duisburg und dem FC Bayern München.